# Tomb Raider: Underworld
Tomb Raider: Underworld (рус. Расхитительница Гробниц: Подземный мир) — компьютерная игра в жанре Action-adventure, девятая в серии Tomb Raider. Разработана компанией Crystal Dynamics, издана компанией Eidos Interactive. Игра является сиквелом Tomb Raider: Legend и Tomb Raider: Anniversary.

## Сюжет

### Преамбула
Действие «Underworld» разворачивается после событий Tomb Raider: Legend. В начале игры в поместье Крофт происходит взрыв. Лара в спешке пытается покинуть свой особняк. Перед выходом из поместья Лару пытается убить её помощник Зип.

### Средиземное море
Действие переносится на неделю назад. Лара, исследуя записи своего покойного отца Ричарда Крофта, отправляется в Средиземное море. Согласно записям Ричарда, там должен находиться вход в Авалон, легендарное место в кельтских мифах. Именно там он надеялся найти свою пропавшую жену Амелию. Лара находит Нифльхейм, один из девяти миров в скандинавских мифах. Лара подмечает, что древние сооружения с подобной архитектурой, совершенно несвойственны для средиземноморского региона. Вход в одну из построек стережёт огромный кракен, чудовищный осьминог из исландских легенд. Одолев чудовище, Лара находит артефакт — левую перчатку бога грома и молнии Тора. Тут же на Крофт нападают наёмники Аманды Эверт, бывшей подруги Лары. Они крадут перчатку Тора и оглушают Лару. Очнувшись, Лара замечает наёмника, который активирует взрывчатку. Проходы заваливает и Ларе приходится обходными путями искать выход из развалин.
Выбравшись на поверхность, Лара замечает корабль, принадлежащий Аманде. Расхитительница гробниц пробирается на корабль Аманды. На нижней палубе Лара обнаруживает пленённую Жаклин Натлу — древнюю царицу Атлантиды и бывшую нанимательницу Лары. В Tomb Raider: Anniversary Ларе удалось остановить планы Натлы по уничтожению человечества. Натла говорит, что Аманда вызволила её из-под завалов атлантической пирамиды, под которыми её погребла Лара.
Во время проникновения Лары на корабль, один из наёмников случайно взрывает газовые баллоны. Корабль начинает идти ко дну. Лара рассказывает Натле, что нашла древние строения скандинавского происхождения на дне Средиземного моря. Натла говорит, что Ричард Крофт нашёл Нифльхейм, но это не то место, куда попала Амелия Крофт. Она отправилась в Хельхейм. По словам Натлы, Авалон и Хельхейм — это одно и то же. Клетку с Натлой Аманда увозит на вертолёте. Натла успевает дать Ларе наводку для поиска следующего артефакта. Ларе удаётся выбраться c тонущего судна и захватить у Аманды перчатку.

### Таиланд
По совету Натлы Лара направляется к побережью Таиланда, где она находит древний индуистский храм. Под ним оказывается ещё более древние сооружения того же типа, что и в Средиземном море. В глубине древних построек она находит постамент для второй перчатки, но самого артефакта Лара там не находит. На камне Лара обнаруживает сообщение от своего отца адресованное Натле. Ричард раскрыл истинные планы Натлы. Он уничтожил карту, необходимую для поиска других артефактов и спрятал вторую перчатку Тора. Записи, оставленные Ричардом на постаменте, наталкивают Лару на фамильный склеп Крофтов, находящийся в её поместье.

### Поместье Крофт
Лара возвращается обратно в свой особняк. Она находит тайный кабинет отца, находящийся под родовым склепом. В нём она находит правую перчатку Тора, а также документы об Авалоне и копию уничтоженной карты.
Лара поднимается наверх, но происходит взрыв и начинается пожар. Лару пытается убить Зип, но дворецкий Уинстон его останавливает. Зип заявляет, что Лара проникла в хранилище и забрала магический камень Аманды, а также устроила взрыв в поместье. Лара убеждает Зипа, что это была не она. Она говорит Зипу и Уинстону, чтобы те уходили из особняка, а сама она попробует отыскать Алистера. Пробравшись в комнату видеонаблюдения, Лара замечает по ту сторону стекла странную фигуру, очень похожую на неё. Двойник двигается в точности, как и сама Лара, полностью копируя её движения. Двойник стреляет в Алистера на глазах у Лары и отправляет её саму в нокаут. Лара подходит к умирающему Алистеру, тот прощается с Ларой и говорит ей, что они встрется на Авалоне. Лара, преисполненная ненавистью, заявляет, что её двойник — это дело рук Натлы, а взрыв в поместье и смерть Алистера двойник устроил по приказу Аманды, так как был похищен магический камень, с помощью которого Аманда ранее вызывала демоническую сущность. Расхитительница гробниц намерена продолжить поиски артефактов Тора. Она говорит Зипу и Уинстону, что единственный способ покончить с бессмертной атлантической богиней — найти молот Тора Мьёльнир.

### Южная Мексика
Лара отправляется в следующее место, указанное в записях отца — Южную Мексику. По пути отбиваясь от агрессивных браконьеров, искательница приключений находит руины сооружений майя. Под ними оказывается вход в Шибальбу, царство смерти в мифологии индейцев. Преодолев ловушки и победив зомби-индейцев, которых оживил эйтр — эликсир жизни и смерти, Лара находит пояс Тора, который заряжает перчатки.

### Остров Ян-Майен
Заполучив пояс и перчатки Тора, Лара отправляется за Мьёльниром. На острове Ян-Майен она находит Вальхаллу, загробный мир для храбрых воинов в мифологии викингов. Там она встречает берсеркеров — оживших воинов-викингов, которых можно победить, только разбив на части, и зомби-йети, ставших основой легенд о ледяных великанах. Преодолев, все опасности Лара находит молот Тора, который может поражать врагов молниями.

### Вторая встреча с Амандой и Натлой
Зип сообщает Ларе о корабле-близнеце Аманды, который находится в Андаманском море. Лара проникает на него. Вновь встретив Натлу, Лара в гневе берёт молот Тора и вынуждает её рассказать о местоположении Авалона. Царица атлантов с удовлетворением говорит, что Лара многого достигла.  Она пишет координаты Авалона на стекле таким образом, что прочесть их можно только изнутри клетки. Но Натла подмечает, что для открытия Авалона (Хельхейма) нужен не только молот, но и специальный обряд Одина, который знает только она. Лара готовится освободить Натлу, но появляется Аманда. Она берёт свой магический камень, чтобы сразиться с Ларой. Лара замахивается молотом Тора. Но двойник нейтрализует Аманду. Лара в ярости пытается убить двойника, но он сбегает. Она уничтожает молотом тюремную камеру Натлы и уже замахивается Мьёльниром на неё саму, но Лара говорит, чтобы та убиралась прочь. Натла отдает координаты Авалона Ларе и улетает.

### Авалон (Хельхейм)
Лара Крофт отправляется в указанное Натлой место посреди Северного Ледовитого океана, на дне которого располагается вход в Хельхейм — мир мёртвых из германо-скандинавской мифологии. Героиню атакуют орды оживших викингов и йети, с которыми Лара легко расправляется с помощью молота Тора. Она добирается до врат Хельхейма, где Натла уже начала проводить ритуал для их открытия. Лара применяет Мьёльнир и врата Хельхейма открываются. Лара наконец находит свою мать. Та стоит спиной к ней и смотрит на воды эйтра. Лара обращается к Амелии, но та не отзывается. Подойдя ближе, Лара в ужасе обнаруживает, что её мать уже давно потеряла человеческий облик, превратившись в ходячего мертвеца. Амелия начинает приближаться к ней. Ларе приходится уничтожить то, что осталось от её матери. Она стреляет в неё и Амелия падает в воды эйтра.
Лара падает на колени и осознает, что всё было напрасно. Позади Лары оказывается Натла.
Та говорит, что всё это время манипулировала Ричардом Крофтом и самой Ларой. Когда Ричард предал Натлу в Таиланде, она собственноручно убила его. Но Натла поняла, что сможет отправить Лару по отцовскому следу. Натле необходимо было попасть в Хельхейм, чтобы с помощью древнего атлантического механизма спровоцировать разлом в Земной коре и вызвать конец света. Лара пытается убить Натлу молотом Тора, но её останавливает двойник. Натла приказывает двойнику уничтожить Лару, чтобы та не помешала ей запусть механизм Судного дня. Лара вступает в схватку с двойником, но проигрывает. Двойник готовится убить Лару, но его останавливает Аманда и с помощью силы своего камня сбрасывает двойника вниз с обрыва. Аманда говорит Ларе, что лишь она способна остановить Натлу, так как Мьёльнир может использовать только Лара. Аманда использует свой камень против монстров, чтобы выиграть для Лары время.
Лара спешит в зал, где Натла уже запустила древний механизм, который она называет Мидгардским змеем. Этот механизм ударит в самой слабой точке тектонических разломов, опоясывающих Землю, и вызовет Рагнарёк, который приведёт к началу Седьмой эпохи, о которой мечтает Натла — человечество погибнет, а планетой станут править атланты. Лара с помощью Мьёльнира уничтожает опоры древнего механизма, что вызывает его разрушение.
Натла использует свои магические способности, чтобы удержать механизм от обрушения и завершить свой план по уничтожению людей. Увидев это, Лара замахивается молотом Тора и швыряет его прямо в Натлу и та падает в воды эйтра. Мидгардский змей разрушается.

### Возвращение в Гималаи
Аманда говорит, что Ларе удалось остановить конец света. Но теперь они обе погибнут здесь, как и мать Лары, заключает Аманда. Это наталкивает Лару на мысль о том, что механизм, перенёсший Амелию в Хельхейм, способен вернуть их обратно. Она находит постамент с Экскалибуром. Лара активирует портал для перемещения, но часть его разрушена, именно поэтому Амелия не смогла вернуться обратно. Лара пытается удержать кусок разрушенного механизма, но ей не удается дотянуться до меча. Она просит Аманду помочь ей, чтобы переместиться вместе. Учитывая прошлое, Аманда удивляется, что Лара готова довериться ей. Аманда протягивает руку к мечу, в этот момент Лара тянется в её сторону, чтобы та схватила её в момент перемещения. Аманда некоторое время сомневается, но всё же вытаскивает меч и хватает Лару за руку, чтобы забрать с собой. Механизм переносит их в Гималаи, где много лет назад разбился самолёт с маленькой Ларой и её матерью. Лара поднимает Экскалибур, в этот момент Аманда берёт свой магический камень и заявляет, что вражда между ними не окончена. Лара убирает меч и говорит Аманде, что её смерть всё равно не решит разногласий между ними. Аманда, осознав бессмысленность дальнейшего противостояния с Ларой, молча уходит. Забрав Экскалибур, расхитительница гробниц прощается с матерью и покидает руины храма в Гималаях.

### Расширенный финал
Существует короткая сцена, не вошедшая в финальный релиз игры. Эта сцена завершала основную сюжетную линию. Покинув храм, в который Лару и Аманду перенёс Экскалибур, Лара идёт по заснеженной гималайской пустыне. Из-за спины на неё нападает Аманда. Но Лара успевает взять пистолет и выстрелить Аманде в ногу. Аманда падает в снег. Лара молча разворачивается и идёт дальше. Аманда кричит в след Ларе, но та не реагирует на её просьбы. Как и много лет назад, но в этот раз осознанно, Лара оставляет Аманду погибать.

## Дополнения
Для Tomb Raider: Underworld были выпущены два небольших DLC эксклюзивно для XBOX 360: Beneath the Ashes(с англ. — «Под пеплом») и Lara’s Shadow(с англ. — «Тень Лары»), рассказывающих о событиях, произошедших после окончания игры.

### Beneath the Ashes
Добавляет в игру 6 новых костюмов и 125 достижений. По сюжету Лара возвращается к разрушенному поместью Крофтов и обнаруживает подземелье, в котором её отец пытался скрыть и защитить источник смертельной энергии.

### Lara’s Shadow
Добавляет в игру 7 новых достижений.
Игрок получает возможность поиграть другим персонажем — Двойником Лары Крофт, которого создала Натла. Она обладает всеми физическими способностями своего прототипа, а также сверхчеловеческими силами, полученными ею от тёмной энергии — огромную силу, скорость и ловкость, замедление времени и разрушительные атаки. По сюжету Двойник выбирается из ямы, в которую её сбросили и Натла, заключённая под руинами, посылает своё творение освободить её и убить Лару, но расхитительница гробниц освобождает своего двойника от контроля атлантийской царицы. И клон заставляет Натлу страдать вечно — сбрасывает её в эйтр, который хоть и не может убить бессмертную, но причиняет злодейке ужасные страдания.

## Рейтинги и рецензии
| Сводный рейтинг               | Сводный рейтинг                                                                                     |
| Агрегатор                     | Оценка                                                                                              |
| ----------------------------- | --------------------------------------------------------------------------------------------------- |
| GameRankings                  | 79,50 % (ПК) 75,45 % (PS3) 75,00 % (X360) 70,50 % (Wii) 69,00 % (Mobile) 68,50 % (DS) 40,00 % (PS2) |
| Metacritic                    | 80 (ПК) 76 (360) 75 (PS3) 72 (Wii) 70 (DS)                                                          |
| TopTenReviews                 | 3,0126/4                                                                                            |
| Иноязычные издания            | |
| Издание                       | Оценка                                                                                              |
| Game Informer                 | 8,75/10                                                                                             |
| GameSpot                      | 7,0/10 (PS3, 360) 5,5/10 (DS) 6,5/10 (Wii)                                                          |
| GamesRadar+                   | 9/10 (ПК, 360, PS3)                                                                                 |
| GameZone                      | 8,5                                                                                                 |
| IGN                           | 8,0/10(ПК) US:7,5/10, UK:8,5/10 (360) US:7,4/10, UK:8,5/10 (PS3) 6,5/10(Wii)                        |
| Nintendo Power                | 7/10 (Wii)                                                                                          |
| OXM                           | 7,0/10                                                                                              |
| Orange                        | 9/10                                                                                                |
| The Guardian                  | 4 из 5 звёзд · 4 из 5 звёзд · 4 из 5 звёзд · 4 из 5 звёзд · 4 из 5 звёзд                            |
| Gaming Age                    | A-                                                                                                  |
| Console Monster               | 90 %                                                                                                |
| Planet Xbox 360               | 8,4                                                                                                 |
| AtomicGamer                   | 87 %                                                                                                |
| PlayStation Official Magazine | 4/5                                                                                                 |
| Русскоязычные издания         | |
| Издание                       | Оценка                                                                                              |
| «Игромания»                   | 7/10                                                                                                |

Трейлер игры с E3 2008 занял 56 место в глобальном рейтинге «Топ 100 трейлеров всех времён» (англ. Top 100 Trailers of All Time) по версии ресурса Gametrailers.com.